# 거제 지세포리 지석묘
거제 지세포리 지석묘(巨濟 知世浦里 支石墓)는 대한민국 경상남도 거제시 일운면 지세포리에 있는 고인돌이다. 1998년 11월 13일 경상남도의 기념물 제207호 지세포리 지석묘로 지정되었다가, 2018년 12월 20일 현재의 명칭으로 변경되었다.

## 개요
지석묘는 청동기시대의 대표적인 무덤으로 고인돌이라고도 부르며, 주로 경제력이 있거나 정치권력을 가진 지배층의 무덤으로 알려져 있다.
우리나라의 고인돌은 4개의 받침돌을 세워 돌방을 만들고 그 위에 거대하고 평평한 덮개돌을 올려 놓은 탁자식과, 땅 속에 돌방을 만들고 작은 받침돌을 세운 뒤 그 위에 덮개돌을 올린 바둑판식으로 구분된다.
지세포는 해변에 가까이 접해있는 마을이며 이 일대에는 비교적 넓은 평야가 있다. 논둑 사이의 농로 옆에 정자나무가 있는데 그 아래에 고인돌 2기가 하나는 바닷가쪽으로, 나머지는 산쪽으로 자리잡고 있다.
바닷가를 향한 고인돌은 덮개돌이 길이 3m, 너비 2.4m이며 아래에는 받침돌이 있다. 다른 하나의 덮개돌은 길이 2.7m, 너비 2m이며 역시 아래에 받침돌과 잔돌들이 채워져 있다. 이 둘 사이에 있는 작은 것들은 바둑판식 고인돌일 가능성이 있으나 자연석을 주위에서 옮겨 놓았을 가능성도 있다.

## 참고 자료
- 거제 지세포리 지석묘 - 국가유산청 국가유산포털